# Гроспоствіц (Верхня Лужиця)
Гроспоствіц (нім. Großpostwitz/Oberlausitz; в.-луж. Budestecy) — громада в Німеччині, розташована в землі Саксонія. Входить до складу району Бауцен. Складова частина об'єднання громад Гроспоствіц-Обергуріг.
Площа — 16,42 км2. Населення становить 2740 ос. (станом на 31 грудня 2020).
Громада підрозділяється на 10 сільських округів.
Офіційною мовою в населеному пункті, крім німецької, є верхньолужицька.

## Галерея

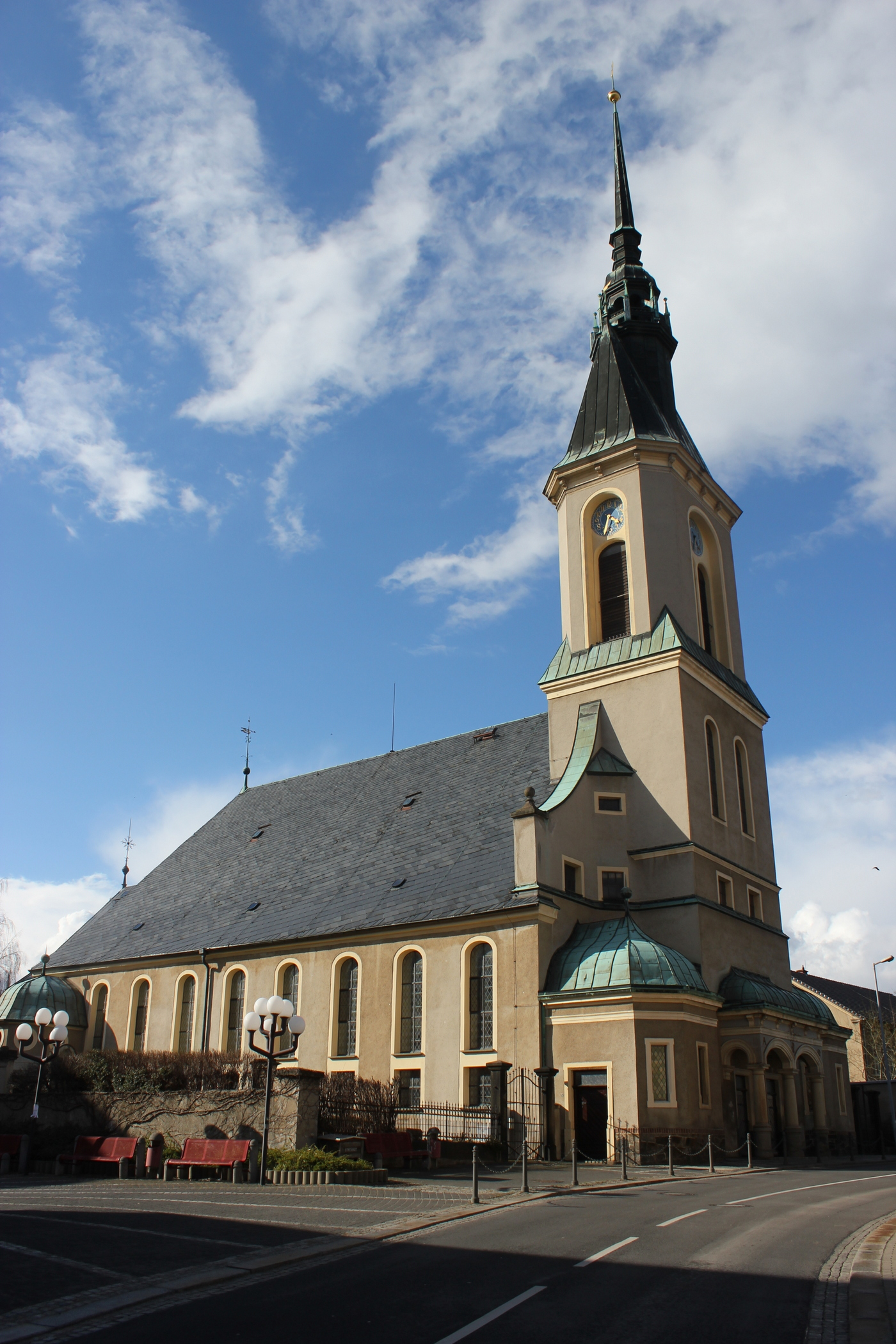
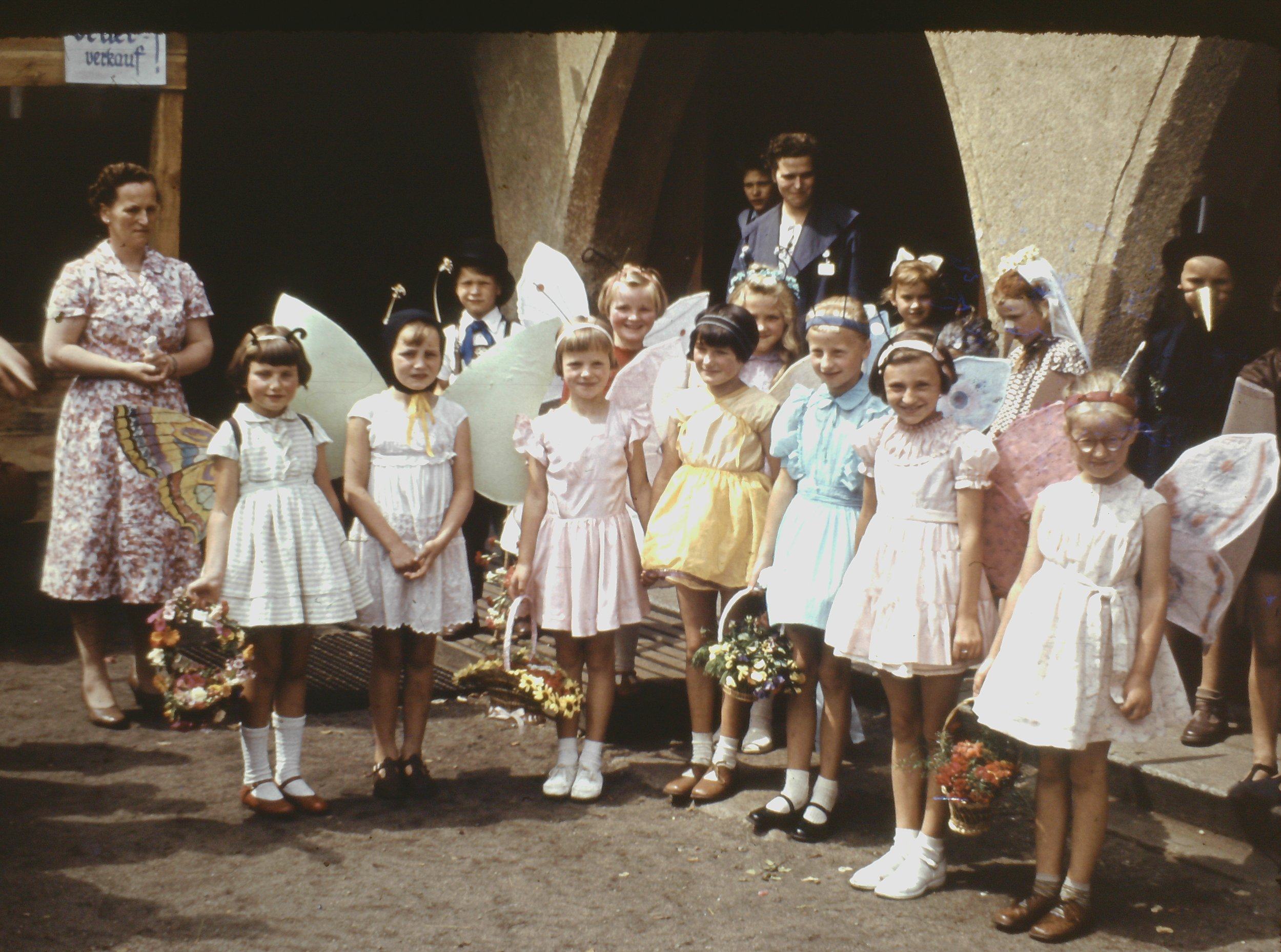